# Напольское
Напольское — деревня в Сергиево-Посадском районе Московской области, в составе муниципального образования Городское поселение Сергиев Посад (до 29 ноября 2006 года входила в состав Мишутинского сельского округа)).

## Население
| 2002 | 2006 | 2010 |
| ---- | ---- | ---- |
| 20   | ↗30  | ↗36  |

## География
Напольское расположено примерно в 15 км (по шоссе) на северо-запад от Сергиева Посада, на реке Чермянка, притоке реки Киселиха (бассейн Вели), у внутренней стороны большого Московского кольца и автодороги Р104, высота центра деревни над уровнем моря — 216 м.

## Современное состояние
На 2016 год в деревне зарегистрировано 1 садовое товарищество, Напольское связано автобусным сообщением с райцентром и соседними населёнными пунктами.